# Teatro del Capitolio de Toulouse
El Teatro del Capitolio (Théâtre du Capitole en idioma francés) es un teatro de ópera situado dentro del edificio del Capitolio en la localidad francesa de Toulouse (Alto Garona). Fue inaugurado el 1 de octubre de 1818 y en la actualidad cuenta con un aforo de 1150 butacas.

## Historia
El origen del teatro es la sala Jeu de Spectacle que formaba parte del edificio consistorial construido en el siglo XVIII por el arquitecto local Guillaume Cammas por orden de los capitouls. Esta sala fue inaugurada el 11 de mayo de 1737 y confiada a la dirección de Marie-Anne Dujardin. En el momento de su construcción tenía la fama de ser el teatro más moderno y hermoso del reino.
Sin embargo fue paulatinamente abandonado con el paso de los años y posteriormente reabierto en 1818. En 1923 se le reconstruye tras un incendio dándole el arquitecto Paul Pujol una decoración neobarroca. Nuevas reformas de un estilo más contemporáneo se siguieron en 1996 a las órdenes de los arquitectos Jean-Louis Roubert y René Peduzzi.

## Reputación
Según el diario Le Monde se trata del « segundo establecimiento nacional en términos de calidad, plaza que hoy en día sólo le puede disputar la Ópera de Lyon; dentro de los centros líricos que han obtenido el lábel de “nacional” (Ópera del Rhin, Ópera de Burdeos, Ópera de Nancy y de Lorena)».
El Teatro del Capitolio propone actualmente, gracias a su equipo de más de 260 personas, de un coro y de la Orquesta Nacional del Capitolio de Toulouse, ballets, conciertos y operetas. Acoge igualmente un concurso internacional de canto.